# کارلو چیامپانو
کارلو چیامپانو (ایتالیایی: Carlo Chiappano; ۱۶ مارس ۱۹۴۱ – ۷ ژوئیهٔ ۱۹۸۲) دوچرخه‌سوار اهل ایتالیا بود.